# Ratinho (animateur)
Pour les articles homonymes, voir Ratinho.
Ratinho, de son vrai nom Carlos Roberto Massa, né le 15 février 1956 à Águas de Lindóia, est une importante personnalité de la télévision brésilienne.

## Biographie
Ratinho est né entre São Paulo et Minas Gerais (comme beaucoup de sa famille du Minas Gerais, il était enregistré dans les villes de São Paulo qui bordent MG), à Águas de Lindóia, au nord-est de São Paulo. Mais depuis son enfance, il a vécu dans des villes du Paraná comme Jandaia do Sul (où il a passé son enfance et son adolescence) et Curitiba (où il a déménagé à l'âge adulte et où sa famille vit toujours), étant donné qu'il ne vit qu'à São Paulo lorsqu'il présente le programme. Son surnom de Ratinho l'accompagne depuis son enfance et serait né du fait qu'il a ``disparu dans les matchs de football des basses terres et les joueurs ont dit, le blâmant pour la disparition: ``c'était cette petite souris, en raison de sa vitesse et de son agilité. Il a commencé sa carrière télévisuelle en 1991 à Rede OM (aujourd'hui CNT) en tant que journaliste de police et peu après présentateur de l'émission Cadeia, par l'ancien député Luiz Carlos Alborghetti, dont il a adopté le style spontané, irrévérencieux, provocant et passionné. De plus, il fait usage d’une matraque pendant les programmes.